# 「…好き×××」/0時前のツンデレラ 〜Piano Ver.〜
「「…好き×××」/0時前のツンデレラ 〜Piano Ver.〜」（すき/じゅうにじまえのツンデレラ・ピアノ・バージョン）は、日本の歌手・misonoの16作目のシングル。

## 概要
- 2010年第1弾シングル（アルバムでは、1月27日に『カバALBUM2』をリリースしている）。
- CDのみとCD+DVDの2バージョンで発売され、ジャケットはその2バージョンに加え、ファンクラブ盤の3種類ある。
- misonoの作品としては初めてファンクラブ限定盤がある。
- 姉である倖田來未が、misonoの誕生日でもある10月13日にリリースしたカバーアルバム『ETERNITY〜Love & Songs〜』にて「0時前のツンデレラ」をカバーしている。

## 収録曲
| 全作曲: 伊橋成哉。 |                                                     |           |            |        |      |
| #                  | タイトル                                            | 作詞      | 作曲・編曲 | 編曲   | 時間 |
| 1.                 | 「「…好き×××」」                                    | misono    | 伊橋成哉   | 西川進 | 4:20 |
| 2.                 | 「0時前のツンデレラ 〜Piano Ver.〜」                | misono    | 伊橋成哉   | 村田昭 | 4:54 |
| 3.                 | 「「…好き×××」 [Instrumental]」                     |           | 伊橋成哉   | 西川進 | 4:20 |
| 4.                 | 「0時前のツンデレラ 〜Piano Ver.〜 [Instrumental]」 |           | 伊橋成哉   | 村田昭 | 4:51 |
| 合計時間:          | 合計時間:                                           | 合計時間: | 合計時間:  | 18:25  |      |

### 解説
1. 「…好き×××」
2. 0時前のツンデレラ 〜Piano Ver.〜
3. 「…好き×××」 [Instrumental]
表題1曲目のインストゥルメンタルバージョン。
4. 0時前のツンデレラ 〜Piano Ver.〜[Instrumental]
表題2曲目のインストゥルメンタルバージョン。

## 参加ミュージシャン
- misono：Vocal (#1,2)

support musician
- 西川進：Guitar (#1,3)
- 小島剛広：Bass (#1,3)
- 石井悠也：Drums (#1,3)
- eji：Keyboards (#1,3)
- 村田昭：Piano (#2,4)
- 中山信彦：Manipulator (#1,3)

## タイアップ
- 独立放送局系トークバラエティ番組『稲川大百怪 噂の百物語』エンディングテーマ (#1)
- TBS系列ワイドショー『ひるおび』2010年4月度エンディングテーマ (#2)

## 収録アルバム
- Me (#1,2)